# Sirensång
Sirensång är en diktsamling av Artur Lundkvist utgiven 1937.
Samlingen karakteriseras av ett surrealistiskt bildspråk som anknyter till Lundkvists föregående bok Nattens broar.

## Mottagande
Boken recenserades av Gunnar Ekelöf under rubriken En drömodyssé. Ekelöf ansåg att Sirensång överträffade Nattens broar men reserverade sig för Lundkvists bildrika språk: "Visserligen finns i Sirensång en alltför stor tilltro till den associativa bildens förmåga att vara en förmedlare av det poetiskt väsentliga – många av bokens drömgobelänger slå väl an genom sin blotta färggrannhet men lämnar en efteråt oberörd och en smula undrande. Men boken innehåller i gengäld några av de vackraste och väsentligaste dikter Artur Lundkvist hittills har skrivit."